# Río San Antonio (Córdoba)
El río San Antonio está ubicado en el valle de Punilla, en la provincia de Córdoba, Argentina.

## Ubicación
La cuenca del río San Antonio se ubica entre los 64° 30' y 64° 52' Oeste y los 31° 24' y 31° 36' Sur, formando una zona de casi 500 km² sobre el faldeo oriental de las Sierras Grandes. Está formado por los afluentes: río Malambo y río Icho Cruz, formados por las vertientes, de la región de Pampa de Achala. Ya como Río San Antonio, recibe el aporte del río El Cajón y atravesando la zona sur del valle de Punilla, cruza las poblaciones de Cuesta Blanca, Tala Huasi, Icho Cruz, Mayu Sumaj y San Antonio de Arredondo, para llegar a la ciudad de Villa Carlos Paz, derramando su caudal en el lago San Roque.

## Características
La cuenca se ubica dentro de los sistemas hidrológicos típicos: posee fuertes pendientes, un final bien definido, clara divisoria de aguas, baja permeabilidad y altos índices de escorrentía.
Geomorfológicamente el río San Antonio se ubica entre los ríos controlados por roca. Posee un cauce sobre un lecho rígido que varía según el tramo entre lecho de roca, lecho de grava y lecho de arena.

## Caudal
El río obtiene el caudal máximo sobre la primavera y verano: en octubre el caudal normal es de 4.000 l/s, en noviembre el índice ascienda 6.000 l/s, 10.000 l/s en diciembre, durante enero ese número se suele superar.